# Якубович, Леонид Аркадьевич
Леони́д Арка́дьевич Якубо́вич (род. 31 июля 1945, Москва) — советский и российский телеведущий, актёр театра, кино и телевидения, сценарист, телепродюсер, прозаик; народный артист Российской Федерации (2002). Член общественного совета Российского еврейского конгресса. Наиболее известен как многолетний ведущий и художественный руководитель телепрограммы «Поле чудес».

## Биография
Родился 31 июля 1945 года в Москве в еврейской семье.  Его отец Аркадий Соломонович Якубович (1913—1983), уроженец Могилёва, был инженером-механиком, начальником конструкторского бюро; участник Великой Отечественной войны, кавалер ордена Красной Звезды. Мать Римма Семёновна Якубович (урождённая Шенкер, 1919—2005), родом из Минска, врач акушер-гинеколог, вышла замуж за А. С. Якубовича будучи студенткой пятого курса и работала в роддоме.
В 8 классе Леонида выгнали из школы, и он ушёл работать на авиационный завод токарем и электромехаником. Среднее профессиональное образование получил в ГПТУ.
Поступил в Московский институт электронного машиностроения, где играл в Театре студенческих миниатюр, затем перешёл учиться в Московский инженерно-строительный институт им. В. В. Куйбышева. Во время учёбы играл в институтской команде КВН в 1960–1970-х годах. Был активным комсомольцем.
С 1976 по 1977 год работал токарем на Заводе имени Лихачёва, с 1977 года — в пусконаладочном управлении ЗИЛа.
С 1979 года занимался литературной деятельностью — писал тексты и сценарии для передач «А ну-ка, парни!» и «А ну-ка, девушки!». С 1980 года — член союзного комитета московских драматургов. Является одним из соавторов одного из первых монологов («Монолог старшины»), с которым выступал Владимир Винокур. В качестве сценариста создал юмористический сюжет «Друзья», который в 1990 году вошёл в киножурнал «Ералаш». Участвовал в юмористическом «Шоу-01» (совместно с В. Биллевичем, М. Городинским, С. Альтовым и другими).
В 1988 году стал автором сценария и ведущим первого московского конкурса красоты.
С 1989 года работает аукционистом.

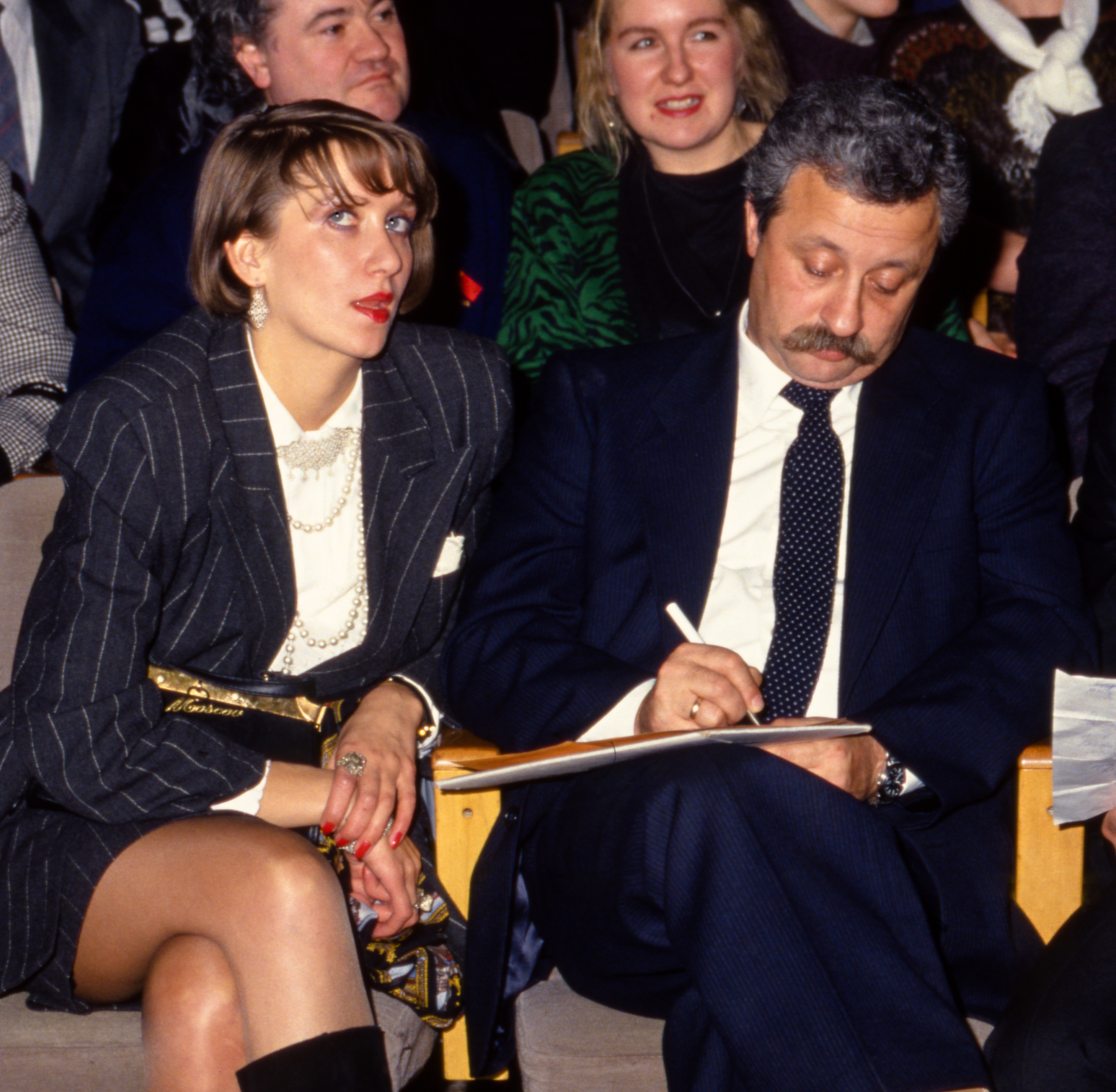
На конкурсе Мисс СССР, 1990 год

В 1991 году пришёл на пробы нового ведущего «Поля чудес» и удачно смог их пройти. С ноября 1991 года и по сей день является ведущим телеигры, а также её руководителем.
В 1997 году вместе с Юрием Сенкевичем, Туром Хейердалом, Стасом Наминым, Марком Гарбером, Андреем Макаревичем и Леонидом Ярмольником совершил кругосветное путешествие через остров Пасхи. Во время путешествия сняли 3 фильма: Ю. Сенкевич снял фильм для «Клуба путешественников», А. Макаревич для своей передачи, С. Намин для «National Geographic».
С июня по сентябрь 2001 года был генеральным директором телеканала «Московия». С 2005 по 2007 год — продюсер и директор специальных проектов Управляющей компании Группы компаний «ВИD», а до этого также был художественным руководителем телекомпании «ВИD».
Был вице-президентом «Федерации бильярдного спорта России».
Совместно с Никитой Михалковым и Сергеем Степашиным в 2015 году создал Благотворительный фонд по сохранению исторического, культурного и духовного наследия «Аукционный дом „Николаевский“», целью которого является возвращение на родину православных культурных ценностей.
Является любителем хоккея, болеет за ЦСКА, увлекается горными лыжами. В 2005 году играл на хоккейном Кубке Спартака.
В 2020 году во МХАТе имени М. Горького состоялась премьера спектакля Эдуарда Боякова «Лавр» по мотивам одноимённого романа Евгения Водолазкина, в котором Леонид Якубович исполняет роль старца Никандра.
13 июня 2023 года в «Новом театре» Боякова состоялась премьера спектакля по комедии Мольера «Скупой», в котором Якубович сыграл Гарпагона.

## Политическая деятельность

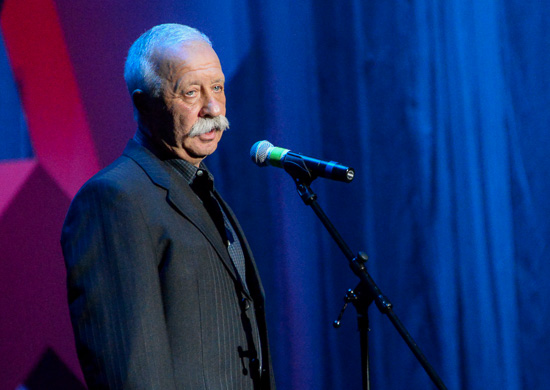
На концерте, посвящённом Дню войск ПВО в Центральном академическом театре Российской армии, 9 апреля 2016 года

В 1995 году баллотировался в депутаты Государственной Думы по списку КЕДРа, но партия не смогла преодолеть 5 % барьер. Находился в списке КЕДРа на выборах 1999 года.
В июне 1996 года, во время предвыборной молодёжной кампании «Голосуй или проиграешь!» по переизбранию Президента РФ, Якубович и популярный телеведущий Юрий Николаев совершили «Концертно-познавательный перелёт „Ельцин — наш Президент!“».
Член партии «Единая Россия» с 2004 года. В 2020 году в интервью телеканалу RTVI заявил, что в партию его «записали» без его предварительного согласия.
В феврале 2012 года вошёл в список доверенных лиц кандидата в президенты РФ Владимира Путина, выдвинутого на третий срок.
В январе 2018 года был зарегистрирован доверенным лицом Владимира Путина, принявшего решение пойти на четвёртый срок, на президентских выборах 18 марта 2018 года.
7 января 2023 года, на фоне полномасштабного российского вторжения на Украину, внесён в санкционные списки Украины за публичную поддержку признания Россией подконтрольных ей ЛНР и ДНР, посещение оккупированных Россией территорий после начала военных действий, участие в пропагандистских концертах, публичную поддержку вторжения и Путина. Ранее Якубович, как «продажная знаменитость», был внесён ФБК в список коррупционеров и разжигателей войны за поддержку нападения на Украину, с предложением введения против него международных санкций.

## Семья
- первая жена — Раиса[37].
- вторая жена — Галина (в девичестве Антонова)[38], экскурсовод ВДНХ, бывшая солистка ансамбля «Горожанки»[39].
  - сын — Артём Леонидович Антонов (род. 05.04.1973), окончил Московский инженерно-строительный институт им. Куйбышева и Академию внешней торговли, работает в Дирекции информационных программ (ДИП) на «Первом канале».
    - внучка — Софья Артёмовна Антонова (род. 2000)[источник не указан 46 дней].
- третья жена — Марина, работает в телекомпании «ВИD»[39]. В настоящий момент супруги живут отдельно[40].
  - дочь — Варвара Леонидовна (род. 28.03.1998[41]). Окончила МГИМО с красным дипломом[42], направление «Международная журналистика»[43], начала карьеру певицы.

## Увлечение авиацией
Одним из увлечений Леонида Якубовича является авиация. Он принимал участие в первых Всемирных авиакосмических олимпийских играх, прошедших в Турции в 1997 году. Также он прошёл специальное обучение в Калужском авиационном училище и учебно-тренировочном центре в Быково, которые окончил в 2002 году и получил сертификат пилота третьего класса коммерческой авиации с правом управления вторым пилотом на самолёте Як-40. Освоил три типа вертолётов и несколько типов самолётов, работает профессионально на вертолёте Ми-2. Изначально у Якубовича была военно-учётная специальность «сапёр-минёр инженерных войск», но позже он был переведён в транспортную авиацию. Подполковник.

## Резонансные эпизоды
- 19 августа 2001 года, находясь за рулём своего автомобиля «Hyundai Accent», на Волоколамском шоссе насмерть сбил 30-летнего Сергея Никитенко, приехавшего на заработки из Кыргызстана. Виновником ДТП был признан пешеход[46].
- 15 марта 2013 года Якубович в аэропорту Шереметьево в резкой форме раскритиковал работу «Аэрофлота», поскольку в течение 5 часов откладывался вылет рейса Москва — Хошимин, по словам сотрудников аэропорта, из-за нелётной погоды. Ожидавшие рейс пассажиры, в числе которых был Якубович, узнав, что на самом деле в это время самолёты взлетали, едва не развязали драку с работниками авиакомпании, и телеведущий взял инициативу на себя[47].
- 1 июня 2019 года приехал в Чебоксары на благотворительную акцию от «Первого канала», приуроченную ко Дню защиты детей, где, находясь за рулём внедорожника «Lexus», объехал по тротуару автобус, перегораживающий проезд. Представитель Якубовича сообщил, что на это было дано разрешение сотрудника ГИБДД. По данному факту Министерством внутренних дел была инициирована проверка[48].

## Телевидение

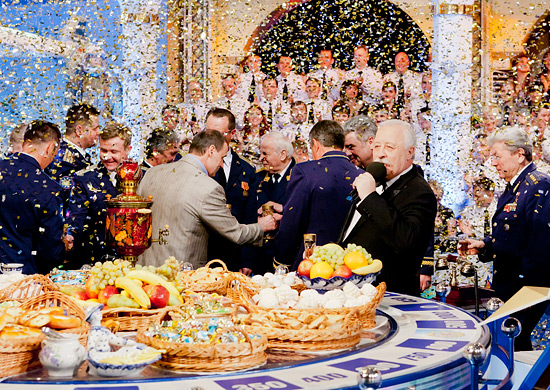
Выпуск капитал-шоу «Поле чудес», посвящённый 100-летнему юбилею военной авиации России, съёмка 6 июня 2012 года

### Ведущий
- 1991–н. в. — Поле чудес («Первая программа ЦТ (1991)», «1-й канал Останкино 1992-1995», «ОРТ (1995-2002)/Первый канал (с 2002)»)
- 1996 — Анализы недели («РТР»)[49]
- 1996–1999 — Колесо истории («РТР», «ОРТ»)
- 2002 — Диканька («Первый национальный»)[50]
- 2002 — Слабое звено («Первый канал»)
- 2004–2006 — Стирка на миллион («Первый канал»)[51]
- 2005–2009 — Последние 24 часа («Первый канал»)[52]
- 2010 — Кто хочет стать миллионером? («Первый канал»)
- 2010–2011 — Чистота на миллион (в рамках «Поля чудес») («Первый канал»)
- 2014 — Остров Крым (Первый канал)[53]
- 2016–2018 — Звезда на Звезде («Звезда»)
- 2017–2018 — Я могу! («Первый канал»)
- 2023–н. в. — ведущий подкаста «Все хотят летать» в программе «Подкаст Лаб» («Первый канал»)

### Участник или гость
- В 1992 году был одним из авторов телеигры «Звёздный час». В 1997 году принял участие в выпуске, посвящённом 5-летию программы[54].
- В 1992 году был гостем телеигры «Счастливый случай». В том же выпуске провёл один из геймов этой телеигры[55].
- В 1993 году был одним из авторов развлекательного шоу «L-клуб», которое вёл Леонид Ярмольник[56], а также был приглашённым гостем.
- В 1997 году в новогоднем выпуске журнала видеокомиксов «Каламбур» принял участие в рубрике «Деревня Дураков» из серии «Это же Якубович!».
- С 20 ноября 1999 по 12 августа 2000 года выходила программа «Угадайка», в организации которой Якубович принимал участие.
- С 1994 по 2015 год принимал участие в составе жюри Высшей лиги КВН.
- 10 февраля 2002 года был гостем программы «Первые лица» на канале «ТНТ», где обсуждалось, будет он работать на «НТВ» или нет[57].
- 25 декабря 2002 года провёл новогодний выпуск телеигры «Слабое звено»[58].
- 13 и 20 ноября 2004 года вышел документальный фильм об Одессе «Сентиментальное путешествие», где Якубович был автором и ведущим[59].
- В 2007 году был ведущим пилотного выпуска программы «Жалобная книга», не вышедшей в эфир[60].
- 3 апреля 2010 года провёл один выпуск телеигры «Кто хочет стать миллионером?», поменявшись местами с Дмитрием Дибровым[61].
- В 2010 году снялся в двух сюжетах познавательной программы «Хочу знать».
- 29 сентября 2013 года был одним из основных ведущих благотворительного телемарафона «Всем миром», посвящённого помощи пострадавшим от наводнения на Дальнем Востоке[62].
- 15 октября 2013 года стал героем программы «Пусть говорят» с Андреем Малаховым[63].
- 29 марта 2014 года был членом жюри передачи «Умницы и умники».
- 23 октября 2015 года был гостем программы «Вечерний Ургант»[64], в рамках выпуска впервые поучаствовал в «Поле чудес», как игрок, в рубрике «Вечернее „Поле чудес“»[65].
- 14 октября 2017 года впервые принял участие в игре «Кто хочет стать миллионером?» в качестве игрока, в паре с Александром Розенбаумом[66].
- С 23 декабря 2018 года — член жюри музыкального конкурса «Новая звезда» на телеканале «Звезда».
- 14 февраля 2020 года был гостем программы «Он и она»[67].
- 30 октября 2020 года снова был гостем программы «Вечерний Ургант»[68].
- 17 и 18 ноября 2020 года был гостем программы «Судьба Человека с Борисом Корчевниковым»[69].
- 11 июля 2023 года участвовал в программе «Вундеркинды», телеканал Пятница!.
- 29 ноября 2024 года был гостем в ютуб-программе "Что было дальше?".
- Участвовал в качестве эксперта в обсуждении фильма «Осьминог» в рамках программы «Закрытый показ» (28 декабря 2024)

### В рекламе
- В 2001 году снялся в нескольких рекламных роликах автомобилей «Иж»[70].
- В 2010 году снялся в рекламном ролике глюкометра «Accu-Chek Performa Nano» (Хоффманн — Ла Рош, Швейцария)[источник не указан 46 дней].
- В 2013 году снялся в рекламе оператора спутникового телевидения «Телекарта»[71], рекламе магазинов «Пятёрочка» и рекламе лечебного пластыря «Нанопласт».
- В 2016 и 2017 годах был лицом рекламных роликов сайта по продажам автомобилей «Am.ru»[источник не указан 46 дней].
- В 2018 году снялся в рекламном ролике производителя чая «Азерчай» («Азерсун Холдинг», Азербайджан)[72].
- Федеральный центр банкротства (2023)[источник не указан 46 дней].

## Фильмография
| Год  |     | Название                                            | Роль                                          |
| ---- | --- | --------------------------------------------------- | --------------------------------------------- |
| 1980 | ф   | Однажды двадцать лет спустя                         | Лёня, одноклассник                            |
| 1992 | ф   | Давайте без фокусов!                                | клиент, знакомый Каневского                   |
| 1993 | док | Анна: от 6 до 18                                    | ведущий конкурса «Московская красавица»       |
| 1994 | ф   | Жених из Майами                                     | Леонид Аркадьевич, коллега Михаила            |
| 1995 | ф   | Крестоносец                                         | камео на похоронах                            |
| 1995 | ф   | Московские каникулы                                 | милиционер                                    |
| 1996 | тф  | Старые песни о главном                              | водитель междугороднего автобуса              |
| 1996 | ф   | Ералаш (выпуск 112, сюжет «Врача вызывали?»)        | доктор                                        |
| 1996 | с   | Доктор Угол (серии «Последний посетитель», «Рыбак») | камео                                         |
| 1996 | тф  | Карнавальная ночь 2                                 | камео                                         |
| 1997 | тф  | Старые песни о главном 2                            | Дед Мороз                                     |
| 1997 | ф   | Ералаш (выпуск 123, сюжет «Ну и цирк!»)             | Зверев, директор цирка                        |
| 1997 | с   | Улицы разбитых фонарей                              | камео                                         |
| 1998 | ф   | Не послать ли нам гонца?                            | камео                                         |
| 2000 | ф   | Брат 2                                              | камео                                         |
| 2000 | с   | Ускоренная помощь (сезон 2, серия 7)                | Степан                                        |
| 2002 | ф   | О’кей!                                              | Аполлон Орестович Костанакис                  |
| 2002 | с   | Русские амазонки                                    | Леонид Аркадьевич Семакин, директор аэроклуба |
| 2003 | ф   | Не привыкайте к чудесам                             | друг семьи                                    |
| 2003 | с   | Русские амазонки 2                                  | Леонид Семакин                                |
| 2004 | ф   | Тимур и его коммандос                               | Пантелеич, местный житель                     |
| 2005 | с   | Богиня прайм-тайма                                  | камео                                         |
| 2005 | с   | Клоунов не убивают                                  | камео                                         |
| 2005 | ф   | Убить карпа                                         | Борис                                         |
| 2006 | ф   | Папараца                                            | Запорожский, редактор                         |
| 2006 | с   | Рельсы счастья (5 серия)                            | Петя                                          |
| 2007 | с   | Три дня в Одессе                                    | Лев Аронович                                  |
| 2008 | ф   | Красиво жить не запретишь                           | снимался                                      |
| 2012 | с   | И отцы, и дети                                      | Олег Евгеньевич                               |
| 2013 | мф  | Возвращение Буратино                                | кот Базилио (озвучивание)                     |
| 2014 | ф   | Дедушка моей мечты                                  | дедушка / ведущий «Поле чудес» по телевизору  |
| 2015 | док | Есть такая буква                                    | ведущий                                       |
| 2018 | док | Сергей Супонев — друг всех детей                    | камео                                         |
| 2019 | ф   | Счастье – это… Часть 2 (новелла «Фантазёр»)         | дедушка                                       |
| 2019 | ф   | Ералаш (выпуск 362, сюжет «Какие хорошие дети!»)    | дедушка                                       |
| 2023 | ф   | Честный развод. Бенефис                             | Альберт Плехов                                |
| 2024 | мф  | Звериный рейс                                       | Ной (озвучивание)                             |

### Документальные фильмы
- «Леонид Якубович. „Без бабочки“» («Первый канал», 2010)[73]
- «Леонид Якубович. „Фигура высшего пилотажа“» («Первый канал», 2015)[74][75]
- «Леонид Якубович. „Есть такая буква“» («Первый канал», 2015)[76][77]
- «Леонид Якубович. „Неизвестный Якубович“» («Первый канал», 2020)[78][79]
- «Листьев. Новый взгляд» («Кинопоиск», 2020)[источник не указан 46 дней]
- «Леонид Якубович. „80 лет - полет нормальный“» («Первый канал», 2025)

## Книги
- 2010 — По чуть-чуть… Издатель: Вагриус ISBN 978-5-9697-0779-5.
- 2020 — Плюс-минус 30: невероятные и правдивые истории из моей жизни. Издатель: Эксмо ISBN 978-5-04-115922-1.

## Бизнес
- С 1999 — совладелец стоматологической клиники «Dental Art» (делит с Андреем Макаревичем, Леонидом Ярмольником и Александром Иншаковым)[80].

## Звания и награды
Воинское звание:
- Подполковник в отставке

Почётные звания:
- Заслуженный артист Российской Федерации (22 января 1997) — за заслуги в области искусства[81].
- Народный артист Российской Федерации (1 июля 2002) — за большие заслуги в области искусства[82].

Ордена и медали:
- Орден Александра Невского[83]
- Орден Почёта[84].
- Орден Дружбы (17 октября 2005) — за заслуги в области культуры и искусства, печати, телерадиовещания и многолетнюю плодотворную деятельность[85].
- Медаль «За содружество во имя спасения» (МЧС России) (2015)[источник не указан 46 дней].
- Медаль «За укрепление боевого содружества» (Минобороны России)[86].
- Медаль «За боевое содружество» (МВД России)[86].
- Медаль «Участнику военной операции в Сирии» (Минобороны России) (2017)[87].

Другие награды, поощрения и общественное признание:
- Медаль «За ратную доблесть» ([источник не указан 1637 дней]).
- премия «Золотой Остап» (1994)[источник не указан 46 дней].
- премия «ТЭФИ» (1995) — Поле чудес.
- Благодарность Президента Российской Федерации (11 июля 1996) — за активное участие в организации и проведении выборной кампании Президента Российской Федерации в 1996 году[88].
- премия «ТЭФИ» (1999) — Колесо истории[источник не указан 46 дней].
- премия Союза журналистов России (1997)[источник не указан 46 дней].
- премия «ТЭФИ» (2020) — за вклад в развитие российского телевидения[89].
- 4 мая 1999 года в честь Л. А. Якубовича назван астероид 5994 Yakubovich, открытый в 1981 году астрономом Л. В. Журавлёвой[источник не указан 46 дней].